# Beatriu de Castella i de Guzmán
|  | Per a altres significats, vegeu «Beatriu de Castella». |

Beatriu de Castella i de Guzmán (portuguès: Beatriz de Castela e Gusmão)  (Saragossa, 1242 (Gregorià) - 27 d'octubre de 1303 (Gregorià)) va ser una noble castellana, filla natural del rei Alfons X. Va ser reina consort de Portugal (1253-1279) com a esposa d'Alfons III.

## Biografia
Va ser filla natural del rei Alfons X de Castella i la seva amant, Maria Guillén de Guzmán. Es desconeix la data exacta del seu naixement, anterior al 31 de desembre de 1244, quan és documentada en una carta.
Va ser una de les filles més estimades del monarca, l'única que el va acompanyar mentre va estar aïllat a Sevilla al final de la seva vida. A més, va ser hereva universal de la seva mare, per tant, d'acord amb el testament, va ser l'única filla que va tenir.

## Matrimoni
Com el seu pare no tenia filles legítimes, el maig de 1253 va casar-se amb el rei Alfons III de Portugal, esdevenint el matrimoni un acord en la disputa sobre l'Algarve; el rei portuguès va cedir temporalment l'usdefruit d'aquest territori i els de l'est del riu Guadiana, al castellà. Val a dir que Alfons III encara estava casat amb la comtessa Matilde de Boulogne, raó per la el papa Alexandre IV va protestar contra la bigàmia del rei. Fins i tot amb la mort de Matilde, els problemes van continuar perquè el casament es considerava incestuós, els monarques eren parents en quart grau de consanguinitat. Per apaivagar els ànims, el 1260 els bisbes i capítols catedralicis portuguesos van elevar una exposició a Urbà IV, on demanaven aixecar l'interdicte sobre Portugal, perquè els reis ja tenien dos fills. A més, es va enviar fins i tot una ambaixada a Roma, que va comptar amb el suport dels reis de Castella, França i Navarra. La disputa va ser resolta mitjançant la publicació d'una butlla papal l'any 1263.
La parella va tenir vuit fills:
- la infanta Blanca de Portugal (1259-1321), abadessa dels Convents de Lorvão i de Las Huelgas (Burgos)
- l'infant Ferran de Portugal (1260-1262)
- l'infant Dionís I de Portugal (1261-1325), rei de Portugal
- l'infant Alfons de Portugal (1263-1312), senyor de Portalegre
- la infanta Sança de Portugal (1264-1279)
- la infanta Maria de Portugal (1264-1284), religiosa al Monestir de Santa Cruz
- la infanta Constança de Portugal (1266-1271)
- l'infant Vicenç de Portugal (1268-1271)

## Mort
Va morir, segons sembla, a Almoster el 7 d'agost de 1306. Va ser sebollida a Alcobaça.